# Giselle

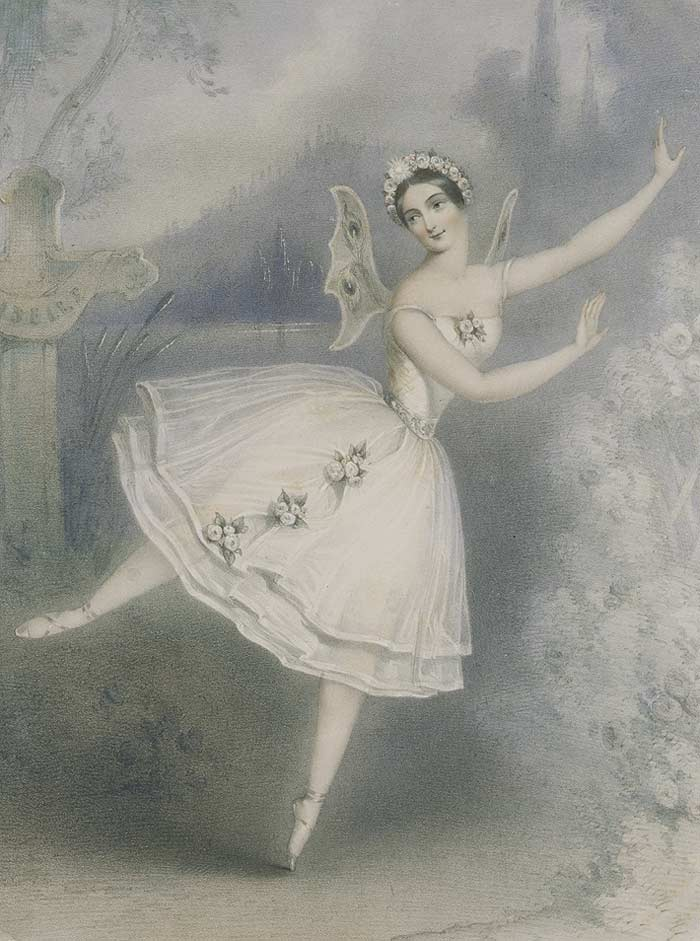
Carlotta Grisi som Giselle (1841)

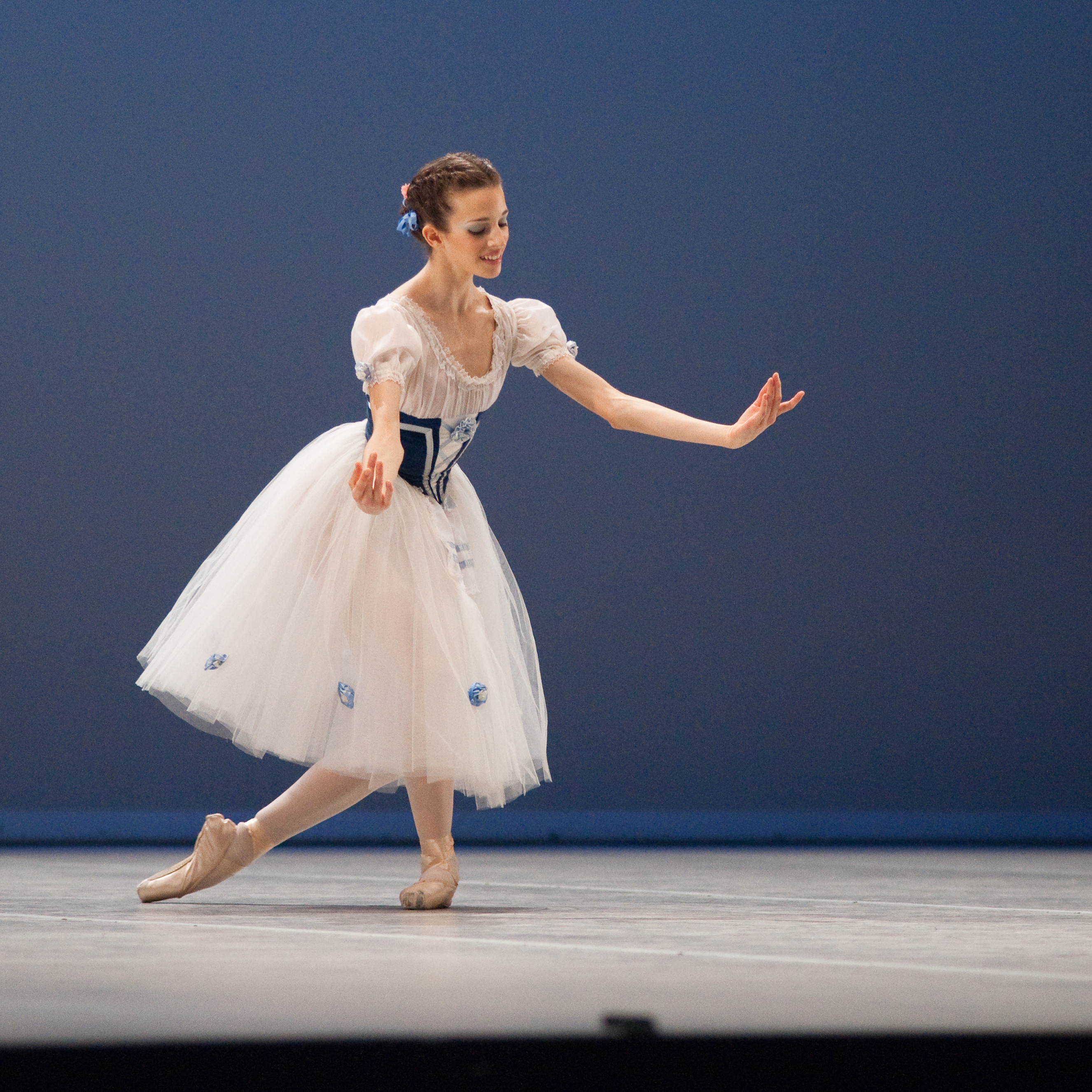
Clara Soley som Giselle (2010)

Giselle (franska: Giselle ou Les Wilis) är en romantisk balett i två akter med koreografi av Jules Perrot och Jean Coralli. Musik av Adolphe Adam. Libretto av Théophile Gautier och Vernoy de Saint-Georges.

## Historia
Baletten hade urpremiär på Parisoperan den 28 juni 1841. Giselle skapades särskilt för den då tjugotvååriga italienska ballerinan Carlotta Grisi, som var koreografen Jules Perrots älskarinna. Han koreograferade Giselles danser och Jean Coralli danserna för den övriga ensemblen. Baletten blev en stor sensation och hade inom fem år satts upp i London, Sankt Petersburg, Wien, Berlin, Milano och Boston. Tack vare sin formella perfektion och symmetri, men också för att den berör publikens hjärtan, finns den kvar på repertoaren.

### Nutida uppsättningar
Dagens version av Giselle reviderades av Marius Petipa vid dennes uppsättning i Sankt Petersburg 1884. Den har kommit att utspela sig på många olika platser i olika uppsättningar. En uppsättning av Dance Theatre of Harlem 1984 förlade handlingen till en bomullsplantage i Louisiana. Mats Ek med Cullbergbaletten gjorde 1987 Giselle till en ensam, utsatt flicka i ett klaustrofobiskt samhälle på en avlägsen ö och vilorna till patienter på en psykiatrisk klinik. Sylvie Guillem förlade 2001 handlingen, vid en uppsättning på La Scala, till en spansk öken. Men Tyskland är fortfarande i olika uppsättningar den vanligaste plats där baletten utspelas.

### Baletten i Sverige
Den svenska premiären ägde rum på Stockholmsoperan den 3 december 1845 och den iscensattes åter med premiär den 9 februari 1950 och den 28 februari 1969. Den sattes upp på Göteborgsoperan med premiär den 6 mars 1999.

## Handling
Baletten utspelar sig i Rhenlandet, Tyskland. Den handlar om obesvarad kärlek och svek, men även om försoning.

### Akt 1
Den unga oskuldsfulla bondflickan Giselle är förtjust i att dansa trots att hon lider av svagt hjärta. Hennes mor Berthe vakar nogsamt över henne. Hilarion, en skogvaktare, är huvudstupa förälskad i Giselle och modern skulle därtill gärna se honom som sin dotterns make. 
Adelsmannen Albrecht, som redan är förlovad med den adliga Bathilde, upptäcker en dag Giselle och grips av hennes spröda skönhet och oskuldsfullhet. Albrecht klär ut sig till bonde och efter att ha köpt huset intill Giselles bostad, överöser han henne med kärleksförklaringar. Hilarion blir misstänksam och svartsjuk, när han märker hur Giselle förlorar sig i Albrecht. Hilarion lyckas dock avslöja Albrechts förklädnad och hans förlovning med Bathilde. Bestört och förtvivlad mister Giselle förståndet och tar livet av sig med Albrechts svärd.

### Akt 2
Hilarion vakar vid Giselles grav, belägen i skogen, eftersom hon är en självspilling. Framåt midnatt uppenbarar sig vilorna och deras ledare, Myrtha; Giselle ska nu upptas som vila. Hilarion springer förskräckt därifrån.
Albrecht, som känner skuld och ånger, besöker Giselles grav. I en syn ser han Giselle och följer henne in i skogen. Myrtha upptäcker Hilarion och beordrar vilorna att dansa med honom tills han dör av utmattning. Myrtha kräver nu att Giselle ska få Albrecht att gå samma öde till mötes. Hon försöker motstå Myrthas makt, för att därigenom skona Albrecht, men de tvingas båda till dans. Hon gör allt hon kan för att skona Albrecht och i gryningen förlorar till sist vilorna sina krafter och förflyktigas. Giselle har genom sin kärlek befriats från förtrollningen och kan återvända i frid till sin grav. Albrecht lämnas ensam kvar med sin sorg.

## Inspelningar (urval)
- Giselle. Cojocaru, Kubborg. Royal Ballet. Royal Opera House Coven Garden Orchestra. Gruzin, dirigent. Opus Arte DVD OA0993D. 2006.
- Giselle. Royal Opera House Coven Garden Orchestra. Bonynge, dirigent. Decca 4783625-2. 2cd.[5]